# 龙华中路公交枢纽站
龙华中路公交枢纽站，又称龙华中路东安路站，位于上海市徐汇区龙华中路凯滨路路口东南部，是一个小型公共交通枢纽，由久事公交运营。车站临近上海地铁12号线和7号线的换乘站龙华中路站，是2023年徐汇区重大工程之一。

## 历史
该枢纽站于2024年4月30日启用，为龙华路1960地块（绿地缤纷城）的配套项目。

## 布局
该枢纽站占地1800平方米，其中管理调度用房150平方米，有两条候车廊和四根车道，并由场管公司进行管理。同时为调度和司机配套了办公台、饮水机、就餐桌椅、冰箱、微波炉、更衣箱、工作柜等设备。同时引进了消防和应急设备。

## 公交线路
目前龙华中路枢纽站有两条公交线路：
- 巴士四公司徐汇滨江环线（龙华中路东安路环线）
- 巴士四公司滨江2路（龙华中路东安路→通耀路耀龙路）

将来巴士二公司50路和浦东上南公交167路也会入驻该枢纽站。